# Nicușor Eșanu
Nicușor Eșanu (* 12. Dezember 1954 in Bukarest) ist ein ehemaliger rumänischer Kanute.

## Erfolge
Nicușor Eșanu nahm zweimal an Olympischen Spielen teil und gehörte beide Male zum rumänischen Aufgebot im Vierer-Kajak. Bei seinem Olympiadebüt 1976 in Montreal ging er mit Mihai Zafiu, Vasile Simioncenco und Nicolae Simioncenco an den Start und gewann mit ihnen sogleich den Vorlauf, während die Mannschaft im Halbfinale Zweiter wurde. Im Endlauf verpassten die Rumänen als Vierte knapp einen Medaillengewinn, als sie sich um 0,6 Sekunden der drittplatzierten Mannschaft der DDR geschlagen geben mussten. Bei den Olympischen Spielen 1980 in Moskau bestritt er den Wettbewerb auf der 1000-Meter-Distanz zusammen mit Vasile Dîba, Ion Geantă und Mihai Zafiu. Sie verpassten die direkte Qualifikation für den Endlauf aufgrund eines sechsten Platzes im Vorlauf. Im Halbfinallauf erreichten sie dann aber doch noch das Finale, nachdem sie diesen in 3:09,63 min gewannen. Dort waren sie mit 3:15,35 Minuten Rennzeit zwar deutlich langsamer, dennoch reichte die Laufzeit für den zweiten Platz hinter dem Vierer-Kajak aus der DDR und vor dem bulgarischen Vierer.
Bei Weltmeisterschaften gewann Eșanu insgesamt sieben Medaillen. 1975 belegte er in Belgrad mit der 4-mal-500-Meter-Staffel im Einer-Kajak ebenso den zweiten Platz wie im Vierer-Kajak über 10.000 Meter. Bei den erneut in Belgrad stattfindenden Weltmeisterschaften 1978 wurde er im Zweier-Kajak mit Ion Bîrlădeanu über 500 Meter Zweiter und mit Grigore Constantin über 1000 Meter Dritter. Im Vierer-Kajak gewann er auf der 1000-Meter-Strecke eine weitere Silbermedaille. Mit Ion Bîrlădeanu wurde Eșanu 1979 in Duisburg über 10.000 Meter im Zweier-Kajak Weltmeister und belegte mit ihm außerdem 1981 in Nottingham auf dieser Distanz den dritten Platz.
Nach seiner aktiven Karriere wurde er Trainer bei seinem Heimatverein CSA Steaua Bukarest.